# Paraguayische Basketballnationalmannschaft
Die paraguayische Basketballnationalmannschaft der Herren vertritt Paraguay bei Basketball-Länderspielen. Sie gehört zu den besseren Nationalmannschaften Südamerikas. Nachdem man bereits zu den Anfangszeiten der globalen Endrunde Basketball-Weltmeisterschaft in den 1950er und 1960er Jahren, als diese ausschließlich auf dem südamerikanischen Kontinent ausgetragen wurden, an diesen teilnahm, konnte man sich in der jüngeren Vergangenheit zumindest für die kontinentalen Endrunden der Basketball-Amerikameisterschaft qualifizieren.

## Aktueller Kader
| Spieler | Spieler           | Spieler           | Spieler | Spieler | Spieler  | Spieler                  |
| Nr.     | Name              | Geburt            | Größe   | Info    | Einsätze | Verein                   |
| ------- | ----------------- | ----------------- | ------- | ------- | -------- | ------------------------ |
|         |                   | Guards (PG, SG)   |         |         |          |                          |
| 4       | Luis Ljubetic     | 27.06.1987        | 181     |         |          | Club Sol de América      |
| 6       | Carlos Vallejos   | 30.01.1992        | 183     |         |          | CD Libertad de Sunchales |
| 8       | Ramón Sánchez     | 25.08.1983        | 190     |         |          | Cerro Porteño            |
| 9       | Federico Mellone  | 20.01.1985        | 186     |         |          | Cerro Porteño            |
| 10      | Alejandro Peralta | 15.10.1988        | 192     |         |          | Club Sol de América      |
|         |                   | Forwards (SF, PF) |         |         |          |                          |
| 5       | Diego Bareiro     | 07.09.1991        | 195     |         |          | Libertad de Sunchales    |
| 7       | Fernando Dose     | 16.07.1994        | 201     |         |          | Club La Unión            |
| 12      | José Fabio        | 31.12.1977        | 200     |         |          | Obera TC                 |
| 13      | Edison Ortíz      | 25.03.1982        | 197     |         |          | Libertad de Sunchales    |
| 15      | Adolfo López      | 07.05.1989        | 199     |         |          | Club Sol de América      |
|         |                   | Center (C)        |         |         |          |                          |
| 11      | Guillermo Araújo  | 20.09.1982        | 205     |         |          | EC Pinheiros             |
| 14      | Mario González    | 14.02.1989        | 204     |         |          | N.N.                     |

| Trainer     | Trainer           | Trainer          |
| Nat.        | Name              | Position         |
| ----------- | ----------------- | ---------------- |
| Argentinien | Ariel Rearte      | Cheftrainer      |
| Paraguay    | Christian Viveros | Trainerassistent |

| Legende                | Legende            |
| Abk.                   | Bedeutung          |
| ---------------------- | ------------------ |
| (C)                    | Mannschaftskapitän |
| Quellen                |                    |
| Ligahomepage           |                    |
| Stand: 31. August 2013 |                    |

| Legende                | Legende            |
| Abk.                   | Bedeutung          |
| ---------------------- | ------------------ |
| (C)                    | Mannschaftskapitän |
| Quellen                |                    |
| Ligahomepage           |                    |
| Stand: 31. August 2013 |                    |

## Abschneiden bei internationalen Wettbewerben

### Weltmeisterschaften
| - 1950 – nicht teilgenommen - 1954 – 9. Platz - 1959 – nicht qualifiziert - 1963 – nicht qualifiziert - 1967 – 13. Platz - 1970 bis 2010 – nicht qualifiziert |

### Olympische Spiele
| - 1948 bis 2012 – nicht qualifiziert |

### Amerikameisterschaften
| - 1980 – nicht qualifiziert - 1984 – nicht qualifiziert - 1988 – nicht qualifiziert - 1989 – 10. Platz | - 1992 bis 2009 – nicht qualifiziert - 2011 – 10. Platz |

### Panamerikanische Spiele
| - 1951 – 7. Platz seit den Spielen 1955 – nicht teilgenommen oder nicht qualifiziert |

### Südamerikameisterschaften
| - 1930 bis 1939 – nicht teilgenommen - 1940 – 6. Platz - 1941 – 6. Platz - 1942 – nicht teilgenommen - 1943 – 5. Platz - 1945 – nicht teilgenommen - 1947 – nicht teilgenommen - 1949 – 6. Platz - 1953 – 4. Platz | - 1955 – . Platz - 1958 – . Platz - 1960 – . Platz - 1961 – 4. Platz - 1963 – 5. Platz - 1966 – 8. Platz - 1968 – 4. Platz - 1969 – 7. Platz - 1971 – 7. Platz - 1973 – 7. Platz | - 1976 – 4. Platz - 1977 – 8. Platz - 1979 – 6. Platz - 1981 – 6. Platz - 1983 – 7. Platz - 1985 – 6. Platz - 1987 – nicht teilgenommen - 1989 – 6. Platz - 1991 – 7. Platz - 1993 – nicht teilgenommen | - 1995 – 5. Platz - 1997 – 7. Platz - 1999 – 5. Platz - 2001 – 5. Platz - 2003 – 6. Platz - 2004 – 6. Platz - 2006 – nicht teilgenommen - 2008 – nicht teilgenommen - 2010 – 5. Platz - 2012 – 5. Platz |